# IC 1605
IC 1605 — галактика типу SBbc (компактна витягнута галактика) у сузір'ї Фенікс.
Цей об'єкт міститься в оригінальній редакції індексного каталогу.